# فيلدسهاوزن
فيلدسهاوزن (بالألمانية: Wildeshausen) هي بلدة ألمانية تقع في أولدنبورغ في ألمانيا. يقدر عدد سكانها بـ 18,269 نسمة .

## المدن التوأمة
مدن Évron و Hertford هي مدن توأمة لفيلدسهاوزن.

## أعلام
- رينولد برينكمان